# Michelangelo (datorvirus)
Michelangelo är ett datorvirus som först upptäcktes i Nya Zeeland i april 1991. Viruset är skrivet för MS-DOS-system där det ligger vilande till Michelangelos födelsedag, den 6 mars. När viruset aktiveras flyttar det diskarnas master boot record.